# Sains-lès-Marquion
Sains-lès-Marquion är en kommun i departementet Pas-de-Calais i regionen Hauts-de-France i norra Frankrike. Kommunen ligger i kantonen Marquion som tillhör arrondissementet Arras. År 2022 hade Sains-lès-Marquion 318 invånare.

## Befolkningsutveckling
Antalet invånare i kommunen Sains-lès-Marquion
| Referens: INSEE |